# Léon Londot
Léon Londot (Bergen, 1878 – Ukkel, 1953) was een Belgisch kunstschilder. Londot schilderde voornamelijk landschappen, marines en stillevens. Hij verbleef vaak aan de Belgische kust (Oostende, Nieuwpoort) en reisde veel in Europa en Zuid-Amerika.

## Biografie

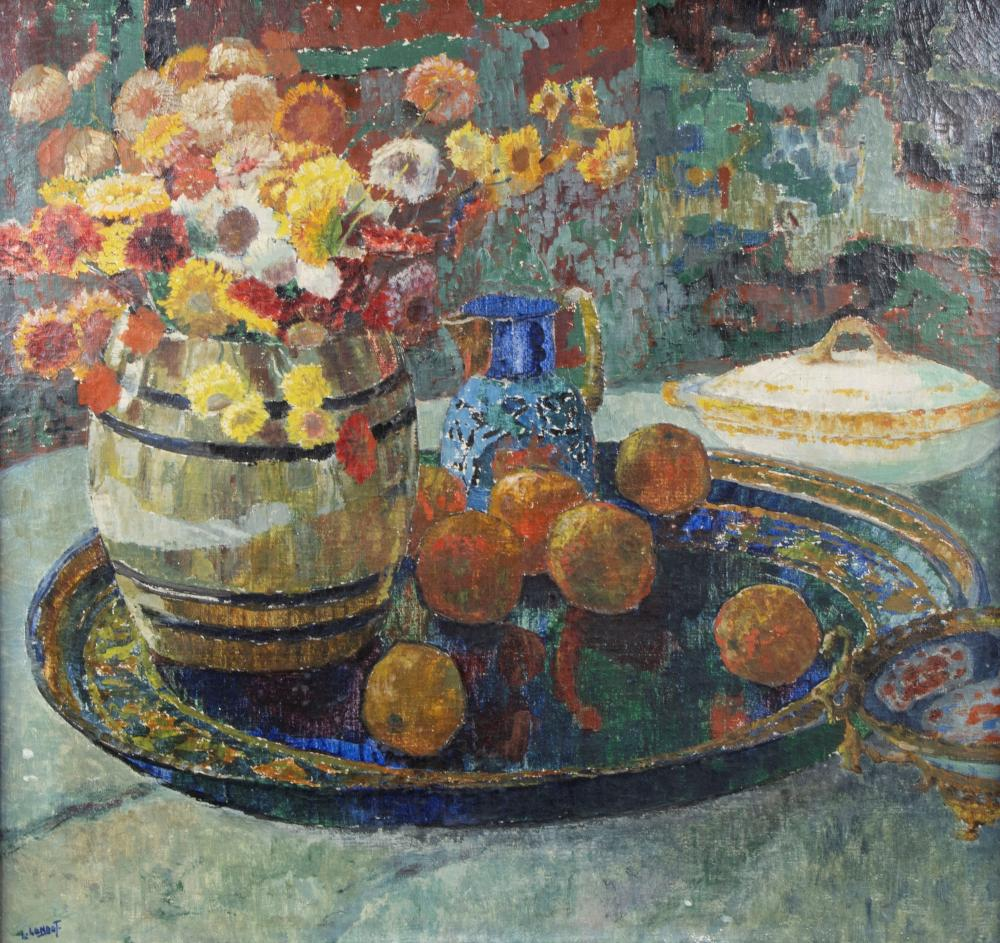
Stilleven met bloemen en fruit

Hij was de broer van Charles Londot (1878–1968), die ook kunstschilder werd.
Hij was leerling bij Antoine Bourlard aan de Academie in Bergen van 1890 tot 1895. Daarna trok hij naar de Academie in Brussel (1896). Hij bleef na zijn studies in Brussel wonen. Van 1914 af woonde hij in Ukkel. Hij werd in 1931 leraar schilderen van Koningin Elisabeth.
Londot was medestichter van de kunstenaarsvereniging Uccle Centre d'Art en was ook lid van Le Bon Vouloir in Bergen. In 1971 wijdde Le Bon Vouloir een retrospectieve aan zijn werk.

## Tentoonstellingen
- 1922, Brussel, Cercle Artistique et Littéraire (samen met Titz, Sirtaine en Haustraete)
- 1925, Brussel, Salle Mommen
- 1936, Brussel, Galerie Royale

## Musea en verzamelingen
- Arlon, Musée Gaspar-Collection de l'Institut Archéologique du Luxembourg.
- Bergen, Museum
- Elsene, Museum van Elsene
- Oostende, Mu.ZEE
- Ukkel, Gemeentelijke verzameling
- Verzameling Belgische Staat